# Mary Tadd
Mary Tadd (verheiratete Robson; * 3. August 1936) ist eine ehemalige britische Speerwerferin.
1958 wurde sie für England startend bei den British Empire and Commonwealth Games in Cardiff Sechste.
1959 stellte sie ihre persönliche Bestleistung von 45,72 m auf.